# نلا ماریا بونورا
نلا ماریا بونورا (ایتالیایی: Nella Maria Bonora؛ ‏ ۱۹ مه ۱۹۰۴ – ۳ اوت ۱۹۹۰) بازیگر اهل ایتالیا بود.
از فیلم‌هایی که وی در آن نقش داشته است، می‌توان به بانوی پیر و فانوس شیطان اشاره کرد.